# Yerilda Zapata
Yerilda Alexandra Zapata Rodríguez (* 3. Januar 1998 in Puerto La Cruz) ist eine venezolanische Leichtathletin, die sich auf den Diskuswurf spezialisiert hat. 

## Sportliche Laufbahn
Erste Erfahrungen bei internationalen Meisterschaften sammelte Yerilda Zapata im Jahr 2014, als sie bei den Olympischen Jugendspielen in Nanjing mit einer Weite von 41,86 m den elften Platz im Diskuswurf belegte. Im Jahr darauf schied sie bei den Jugendweltmeisterschaften in Cali mit 40,20 m in der Qualifikationsrunde aus und 2022 belegte sie bei den Südamerikaspielen in Asunción mit 40,66 m den siebten Platz.
In den Jahren 2018 und 2022 wurde Zapata venezolanische Meisterin im Diskuswurf sowie 2022 auch im Kugelstoßen.

## Persönliche Bestleistungen
- Kugelstoßen: 12,60 m, 6. Mai 2017 in Barinas
- Diskuswurf: 48,61 m, 22. August 2020 in León